# Iliupersis-Maler

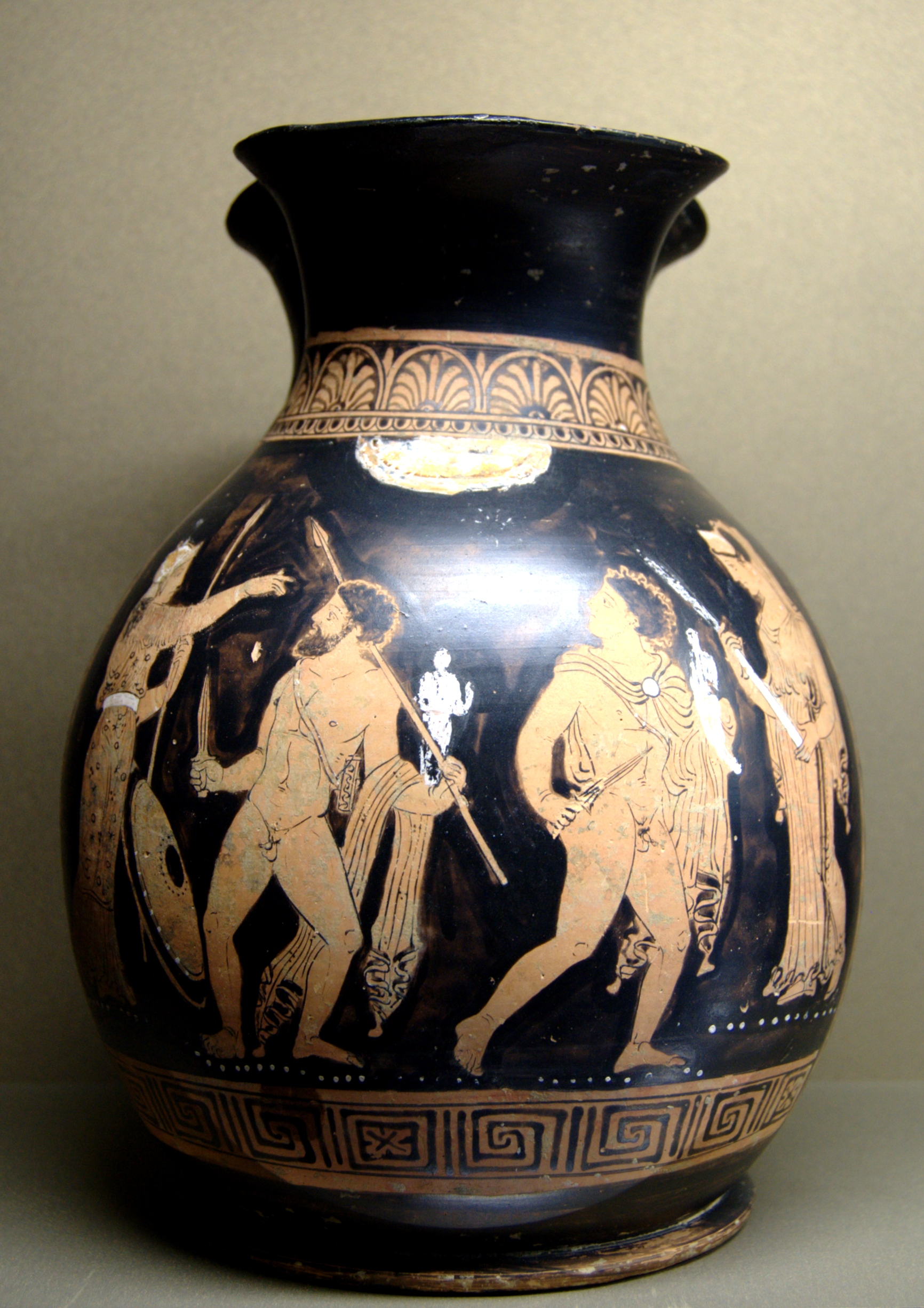
Odysseus und Diomedes stehlen das Palladion aus Troja, Oinochoe aus dem Umkreis des Iliupersis-Maler, um 360/50 v. Chr.

Der Iliupersis-Maler war ein apulischer Vasenmaler. Seine Werke werden in das zweite Viertel des 4. Jahrhunderts v. Chr. datiert.
Der Iliupersis-Maler steht am Beginn der mittleren Phase der apulischen Vasenmalerei und am Beginn des sogenannten „Reichen Stils“. Seinen Notnamen erhielt er nach einem im British Museum aufbewahrten Volutenkrater, der Szenen aus der Iliu persis zeigt. Er stand in der Tradition des Dijon-Malers. Der Iliupersis-Maler war ein innovativer Künstler, der diverse bahnbrechende Neuerungen in die apulische Vasenmalerei einführte. So führte er die Darstellung von Grabszenen in den Darstellungskanon ein (Naïskosvasen), zudem die Riefelung von Gefäßen in den unteren Bereichen und die Verzierung der Henkel von Volutenkrateren mit runden Medaillons in Gesichtsform. Ebenfalls ist erstmals bei ihm ein zwischen Ranken aus einem Blütenkelch aufsteigender Frauenkopf zu sehen. Der Iliupersis-Maler zeigt in seinen Bildern mythologische, dionysische und Genreszenen mit Eroten, Männern und Frauen. Sein wichtigstes Gefäß war der Volutenkrater, der durch ihn zum Leitgefäß der apulischen Vasenmalerei wurde, trotzdem gibt es unter den mehr als 100 ihm zugeschriebenen Werken auch viele andere Formen. Zudem nutzte er als einer der ersten Künstler weiße und gelbe Zusatzfarben in größerem Stil. Manchmal setzte er auch Rot und Braun ein. Sein wichtigster Werkstattgenosse und Mitarbeiter war der Maler von Athen 1714, zahlreiche Nachfolger, etwa der Maler der Dubliner Situlae, stehen in seiner Tradition.